# 于泽克
于泽克（法語：Uzech）是法国洛特省的一个市镇，属于古尔东区（Gourdon）圣日尔曼迪-贝艾县（Saint-Germain-du-Bel-Air）。该市镇总面积12.21平方公里，2009年时的人口为221人。

## 人口
于泽克人口变化图示